# The Foxes of Harrow
The Foxes of Harrow is een Amerikaanse dramafilm uit 1947 onder regie van John M. Stahl.

## Verhaal
In de 19e eeuw kan de Ierse gokker Stephen Fox zich omhoogwerken tot de bovenklasse van New Orleans. Hij wint een landhuis en trouwt met de schone Lilli D'Arceneaux. Hij blijft een onverbeterlijke rokkenjager en krijgt huwelijksproblemen.

## Rolverdeling
| Acteur          | Personage                   |
| --------------- | --------------------------- |
| Rex Harrison    | Stephen Fox                 |
| Maureen O'Hara  | Lilli D'Arceneaux           |
| Richard Haydn   | Andre LeBlanc               |
| Victor McLaglen | Kapitein Mike Farrell       |
| Vanessa Brown   | Aurore D'Arceneaux          |
| Patricia Medina | Desiree                     |
| Gene Lockhart   | Burggraaf Henri D'Arceneaux |
| Charles Irwin   | Sean Fox                    |
| Hugo Haas       | Otto Ludenbach              |
| Dennis Hoey     | Meester van Harrow          |
| Roy Roberts     | Tom Warren                  |